# Centro Cultural Islâmico da Bahia
O Centro Cultural Islâmico da Bahia (CCIB) é um centro cultural para reunião da comunidade muçulmana, divulgação do Islamismo e para prática de atividades sociais. Está localizado no bairro soteropolitano de Nazaré, no estado brasileiro da Bahia.
No CCIB são ministradas aulas de educação e costumes da tradição islâmica e há biblioteca temática aberta ao público.
Em 1992 o nigeriano Abdul Ahmad foi convidado a dirigir o CCIB, e desde então é o xeique.
No Centro está situada a única mesquita da cidade.